# Atlantic Airways
Atlantic Airways is de luchtvaartmaatschappij van de Faeröer-eilanden. De basisluchthaven van de maatschappij is Luchthaven Vágar op het eiland Vágar. 
De maatschappij werd in 1987 opgericht en het hoofdkantoor staat in de plaats Sørvágur. Atlantic Airways vliegt naar elf bestemmingen in Scandinavië, Frankrijk, Spanje, het Verenigd Koninkrijk en de Verenigde Staten.

## Vloot
- 2 Airbus A320 NEO
- 2 Airbus A320